# Donville-les-Bains
Donville-les-Bains é uma comuna francesa na região administrativa da Normandia, no departamento Mancha. Estende-se por uma área de 2,75 km². Em 2010 a comuna tinha 3 212 habitantes (densidade: 1 168 hab./km²).163 hab/km².